# Hóquei sobre a grama nos Jogos Olímpicos de Verão de 1920
O torneio de hóquei sobre a grama nos Jogos Olímpicos de Verão de 1920 foi disputado pela segunda vez em olimpíadas em Antuérpia, Bélgica. Apenas a competição masculina era realizada entre os dias 1 e 5 de setembro de 1920.
Apenas um torneio masculino foi realizado. Quatro equipes competiram no sistema de todos contra todos com a Grã-Bretanha ganhando todas as suas partidas e sagrando-se campeã.
| Ouro | Prata | Bronze |
| Grã-Bretanha (GBR) Charles Atkin John Bennett Colin Campbell Harold Cassels Harold Cooke Eric Crockford Reginald Crummack Harry Haslam Arthur Leighton Charles Marcon John McBryan George McGrath Stanley Shoveller William Smith Cyril Wilkinson | Dinamarca (DEN) Hans Bjerrum Ejvind Blach Niels Blach Steen Due Thorvald Eigenbrod Frands Faber Hans Jørgen Hansen Hans Herlak Henning Holst Erik Husted Paul Metz Andreas Rasmussen | Bélgica (BEL) André Becquet Pierre Chibert Raoul Daufresne de la Chevalerie Fernand de Montigny Charles Delelienne Louis Diercxsens Robert Gevers Adolphe Goemaere Charles Gniette Raymond Keppens René Strauwen Pierre Valcke Maurice van den Bemden Jean van Nerom |

## Resultados
| Pos.   | Equipe             | Vitórias | Derrotas |
| ------ | ------------------ | -------- | -------- |
| Gold   | Grã-Bretanha (GBR) | 3        | 0        |
| Silver | Dinamarca (DEN)    | 2        | 1        |
| Bronze | Bélgica (BEL)      | 1        | 2        |
| 4      | França (FRA)       | 0        | 3        |